# Segel-Club Oberhavel
Der Segel-Club Oberhavel e. V. (SCOH) ist ein Segelverein am Stößensee in Berlin.

## Geschichte
Der SCOH wurde 1902 in Berlin-Tegel an der Oberhavel gegründet. So kam es auch zu dem Namen „Oberhavel“, obwohl der Verein seit 1922 an der Berliner Unterhavel beheimatet ist.
Der Hafen liegt im nordöstlichsten Teil der Unterhavel gelegene Stößensee.
Eine Art Clubheim gab es ab 1924. Stück für Stück wurde es fast ausschließlich in Eigenarbeit zu der heutigen Gestalt und Größe ausgebaut.
Im Jahr 2002 feierte der SCOH sein 100-jähriges Jubiläum. Ein Jahr später konnte der Verein das Grundstück vom Berliner Liegenschaftsfonds erwerben.

## Revier
Der Heimathafen des SCOH ist der im nordöstlichsten Teil der Unterhavel gelegene Stößensee. Dort am Westufer liegt, geschützt in einer kleinen Bucht, der SCOH. Das Revier erstreckt sich nach Süden etwa 10 km bis zum bekannten Wannsee. Noch mal so lang ist die Strecke vorbei an der Pfaueninsel, der direkt am Wasser gelegenen Sacrower Heilandskirche und der in den 1960ern als Agentenbrücke berühmt gewordenen Glienicker Brücke bis zum Krampnitz-See. Weitere Strecken sind dann für Segler nur noch mit gelegtem Mast möglich.

## Jugend und Ausbildung
Die Jugendabteilung verfügt über mehrere Jollen, vor allem Optimisten, aber auch Piraten, Teeny, 420er und eine Laser-Jolle. Auf diesen Booten werden Kinder und Jugendliche, aber auch jüngere Erwachsene, für den Sportbootführerschein Binnen ausgebildet.